# Gustav Karl Laube
Gustav Karl Laube, född 8 februari 1839 i Teplitz, Böhmen, död 12 april 1923 i Prag, var en österrikisk geolog.
Laube blev 1867 privatdocent i paleontologi vid universitetet i Wien, deltog 1869-70 som geolog i den andra tyska nordpolsexpeditionen och drev då tillsammans med den förolyckade Hansa's besättning på ett isflak ned längs Grönlands östkust. Året efter sin hemkomst blev han anställd som lärare vid den tyska tekniska skolan i Prag; 1876-1910 verkade han som professor i geologi och paleontologi vid det tyska universitetet i samma stad. År 1879 ledde han de arbeten, som företogs för att råda bot på uttorkningen av de varma källorna i Teplitz; som tack för det utmärkta resultatet härav utnämnde staden honom till hedersmedborgare.
Utöver sitt huvudarbete Die Fauna der Schichten von St. Cassian (fem band, 1865-70) skrev han en mängd avhandlingar, främst om fossila echinodermer och om Böhmens geologi, liksom publicerade sina geologiska iakttagelser från Sydgrönland.